# Noul Partid Democrat
Noul Partid Democrat (NDP; franceză Nouveau Parti démocratique, NPD) este un partid politic federa din Canada. Este în mare descris ca un partid social-democrat, situându-se pe poziții de centru-stânga spre stânga în spectrul politic canadian, de obicei partidul situându-se la stânga Partidului Liberal. Partidul a fost fondat în 1961 de către Co-operative Commonwealth Federation și de către Canadian Labour Congress (Congresul Muncitoresc Canadian).
La nivel federal și provincial (sau teritorial), NDP este mai bine integrat decât alte partide politice din Canada, și a făcut public numărul de membrii (excepție fiind Noul Partid Democrat din Quebec). NDP n-a reușit niciodată să câștige cele mai multe locuri la nivel federal în parlament și prin urmare n-a format niciodată un guvern. Din 2011 până-n 2015 a format opoziția oficială; în afară de acest lucru, a fost al treilea și al patrulea partid ca mărime din Camera Comunelor. Cu toate acestea, partidul a menținut echilibrul de putere și, odată cu acesta, o influență considerabilă, în perioadele guvernelor minoritare liberale. Filialele subnaționale ale NDP au format guverne în șase provincii (Ontario, Manitoba, Saskatchewan, Alberta, Columbia Britanică, și Nova Scotia) și pe teritoriul Yukon. NDP pledează pentru o economie mixtă, un stat social mai extins, drepturile LGBTQ, pacea internațională, administrarea mediului și extinderea sistemului universal de asistență medicală din Canada pentru a include îngrijirea dentară, îngrijirea sănătății mintale, îngrijirea ochilor și a auzului, procedurile de infertilitate și medicamentele eliberate pe bază de rețetă.
Din 2017, NDP este condus de Jagmeet Singh, care este prima persoană care face parte dintr-o minoritate vizibilă care conduce permanent un partid federal major din Canada. Din 2025, este al patrulea partid ca mărime din Camera Comunelor, cu 24 de locuri.

## Ideologie și politici
NDP a evoluat în 1961 dintr-o fuziune între Canadian Labour Congress (CLC) și Co-operative Commonwealth Federation (CCF). CCF a crescut de la rădăcini populiste, agrare și socialiste într-un partid social-democrat modern. Deși CCF a făcut parte din stânga creștină și din mișcarea Evangheliei sociale, NPD este laic și pluralist. S-a extins pentru a include preocupările Noii Stângi și susține probleme precum drepturile LGBT, pacea internațională și administrarea mediului. NPD susține, de asemenea, o economie mixtă și o bunăstare mai largă și are o fracțiune socialistă democratică[4][5] de stânga. NPD este membru al Alianței Progresiste, o internațională politică a partidelor progresiste și social-democrate.

### Orientare ideologică
Constituția NPD prevede că atât social-democrația, cât și socialismul democratic sunt influențe asupra partidului. Includerea specifică a istoriei partidului ca continuare a Federației Cooperativei Comunitare mai radicale și identificarea specifică a tradiției „socialiste democratice” ca o influență continuă asupra partidului fac parte din limbajul preambulului constituției partidului:
Noii Democrați sunt mândri de moștenirea noastră politică și activistă și de istoricul nostru lung de guverne vizionare, practice și de succes. Acea moștenire și acel record au distins și au inspirat partidul nostru de la crearea Federației Cooperativei Comunitare în 1933 și la înființarea Noului Partid Democrat în 1961. Noii Democrați caută un viitor care să reunească cele mai bune perspective și obiective ale canadienilor care, în cadrul tradițiilor social-democrate și democratic socialiste, au lucrat prin fermieri, prin muncitori, cooperatist și feminist, pentru drepturile omului și pentru mediu, și împreună cu popoarele Primelor Națiuni, Métis și Inuiții, pentru a construi o Canadă mai dreaptă, mai egală și mai durabilă în cadrul unei comunități globale dedicate acelorași obiective
.

### Sistem de sănătate
NDP afirmă că are ca prioritate sănătatea publică. Partidul afirmă că luptă pentru „un program național, universal, public de asistență farmaceutică, care să se asigure că toți canadienii pot accesa medicamentele pe bază de rețetă de care au nevoie cu cardul lor de sănătate, nu cu cardul de credit – economisind bani și îmbunătățind rezultatele sănătății pentru toată lumea”. Partidul își declară, de asemenea, sprijinul pentru extinderea serviciilor acoperite de sistemul național de asistență medicală pentru a include îngrijirea dentară, îngrijirea sănătății mintale, îngrijirea ochilor și a auzului, procedurile de infertilitate și medicamentele eliberate pe bază de rețetă. În ceea ce privește stomatologia, NPD notează că "unul din trei canadieni nu are asigurare stomatologică și peste șase milioane de oameni nu merg la dentist în fiecare an pentru că nu își permit. Prea mulți oameni sunt nevoiți să plece fără îngrijirea de care au nevoie până când durerea este atât de puternică încât sunt nevoiți să caute alinare în camerele de urgență ale spitalelor".

### Palestina
NPD sprijină statul Palestinian. În martie 2024, o moțiune a NPD privind Palestina a fost adoptată după ce au fost convenite amendamente semnificative cu liberalii. În special, moțiunea a cerut guvernului „să recunoască oficial Statul Palestina”; cu toate acestea, aceasta a fost modificată pentru a „lucra... spre înființarea statului Palestina ca parte a unei soluții negociate cu două state."